# Festivalbar 1991
Il ventottesimo Festivalbar si svolse durante l'estate del 1991 con la finalissima nel consueto scenario dell'Arena di Verona trasmessa il 9 e il 10 settembre da Italia 1.
Venne condotto da Gerry Scotti, Susanna Messaggio e Sergio Vastano.
Il vincitore assoluto dell'edizione fu Gino Paoli con la canzone Quattro amici, mentre Marco Masini vinse quella 33 giri con l'album Malinconoia. In questa edizione fu ospite fuori concorso il gruppo Tom Petty and the Heartbreakers, che hanno cantato Learning to Fly.

## Cantanti partecipanti
- Gino Paoli - Quattro amici e Un sorriso gratis
- Marco Masini - Ti vorrei, Il niente, Malinconoia e Perché lo fai
- Belen Thomas e Patrick Hernandez - Born to be alive
- Francesco Baccini - Qua qua quando
- Crystal Waters - Gypsy woman (la da dee)
- Lonnie Gordon - Gonna catch you
- Joy Salinas - Rockin' romance
- Scialpi - A...amare
- Tullio De Piscopo - Buco nella mente e Oulelè magidì
- Spagna - Only words
- Raf - Siamo soli nell'immenso vuoto che c'è
- Fiorello - Medley: La canzone del sole/Donne/Terra promessa
- Ligabue - Marlon Brando è sempre lui
- Bananarama - Long train running
- Roberto Vecchioni - Per amore mio e Il tema del soldato eterno e degli aironi
- Stadio - Generazione di fenomeni
- Mietta - Il gioco delle parti e Soli mai
- Dineka - I wanna be sure
- Luca Madonia - Non credo a niente
- Bingo Boys - How to dance
- Lorca - Ritmo de la noche
- Giorgio Faletti - Ulula
- Sabrina - With a boy like you, Promises in the dark e Siamo donne
- Roxette - Joyride e Dressed for Success
- Bliss - Watching over me
- Banderas - This is your life
- Black - Learning how to hate
- Alison Moyet - It won't be long
- Francesco Salvi - Ignorante discomix
- Celeste -  The swing of love
- Enzo Jannacci - Parliamone, Songo venuto, Il gruista e La fotografia
- Fiorella Pierobon - Resta come sei
- Mario Castelnuovo - Come sarà mio figlio
- Roachford - Get ready
- Amedeo Minghi - Nenè e Mississippi
- Elmer Food Beat - Daniela
- Dana Dawson - Romantic world
- Keedy - Save some love
- Valentina Gautier - Hey tu
- Marco Ferradini - Aironi
- Ladri di Biciclette - Lunga vita al rhythm and blues
- Andrea Mingardi - Fa una cosa giusta
- Claudio Bisio con Rocco Tanica - Rapput (senza fiato)
- Riccardo Cocciante - Vivi la tua vita e Prima gita scolastica
- Afrika Bambaataa - Just get up and dance
- Seal - Future love paradise
- Mariella Nava e Renato Zero - Crescendo
- Paolo Vallesi - Le amiche
- Cathy Dennis - Touch Me (All Night Long)
- Sold Out - Shine on
- Rosalinda - Quanti treni
- Biagio Antonacci - Baciami stupido
- Gatto Panceri - Aiuto
- Massimiliano Cattapani - Portami al mare
- Marcello Pieri - Se fai l'amore come cammini
- Tomato - Nasce il sole

## Organizzazione
Fininvest

## Direzione artistica
Vittorio Salvetti